# Décès en 1974
Décès
- 1970
- 1971
- 1972
- 1973
- 1974
- 1975
- 1976
- 1977
- 1978

Cet article présente une liste de personnalités mortes au cours de l'année 1974.

Les mois de l'année font également l'objet de listes spécifiques :

## Décès par mois

### Inconnu
- Gio Colucci, peintre, graveur, illustrateur, céramiste et sculpteur italien (° 1892).
- Thomas Benjamin Fitzpatrick, homme politique américain (° 1896).
- Heinrich Medau,  théoricien-formateur d'éducation physique et musicien allemand (° 1890).
- Boris Pastoukhoff, peintre d'origine russe (° 1894).
- Gaston Plovie, joueur et entraîneur de football belge d'origine hongroise (° 12 janvier 1911).

### Janvier
- 2 janvier : André Beauce, peintre français (° 23 mai 1911).
- 4 janvier : Armand Rébillon, historien français (° 26 novembre 1879).
- 6 janvier :
  - René Lala-Gaillard,  peintre français (° 5 mai 1893).
  - David Alfaro Siqueiros, peintre et militaire mexicain (° 29 décembre 1896).
- 7 janvier : 
  - Paul Ayshford Methuen, zoologiste et peintre britannique (° 29 septembre 1886).
  - Louis-Philippe Paré, enseignant québécois (° 1895).
- 8 janvier : Maria Cristina Ogier, laïque italienne, vénérable catholique (° 9 mars 1955).
- 10 janvier : Martin Scherber, compositeur allemand (° 16 janvier 1907).
- 15 janvier : Josef Smrkovský, homme politique tchécoslovaque (° 26 février 1911).
- 19 janvier : Domingo Torredeflot, footballeur espagnol (° 21 novembre 1908).
- 20 janvier : Joseph Orcesi, aquarelliste français (° 2 juillet 1882).
- 21 janvier : Louise Cottin, peintre française (° 22 décembre 1907).
- 22 janvier : Marguerite Allar, peintre et dessinatrice française (° 1er août 1899).
- 25 janvier : William Fawcett, acteur américain (° 8 septembre 1894).
- 27 janvier :
  - Henry de Monfreid, écrivain et navigateur (° 15 novembre 1879).
  - Carlo Zinelli, peintre italien (° 2 juillet 1916).

### Février
- 2 février : Jean Absil, compositeur belge (° 23 octobre 1893).
- 3 février : Georges Pilley, peintre français (° 16 octobre 1885).
- 4 février : Stuart Buchanan, acteur américain (° 18 mars 1894).
- 7 février : Géa Augsbourg, peintre, illustrateur et dessinateur de presse suisse (° 11 janvier 1902).
- 8 février : Fritz Zwicky, astrophysicien suisse (° 14 février 1898).
- 13 février : Petar Lubarda, peintre serbe puis yougoslave (° 27 juillet 1907).
- 14 février : Kurt Horwitz, acteur et metteur en scène allemand (° 21 décembre 1897).
- 15 février : Cyrille Van Hauwaert, coureur cycliste belge (° 16 décembre 1883).
- 16 février : Paul Struye, homme politique belge (° 1er septembre 1896).
- 17 février : Jack Cole, chorégraphe et acteur américain (° 27 avril 1911).
- 20 février : Juan Rafa, footballeur espagnol (° 9 mai 1908).
- 21 février : James Daugherty, écrivain et peintre américain (° 1er juin 1889).
- 22 février : Jacques Nam, dessinateur, graveur, peintre et sculpteur français (° 11 septembre 1881).
- 25 février : Hossein Tehrani, percussionniste iranien, maître incontesté de tombak (° 1912).
- 27 février : Léonie Luiggi Jarnier, éducatrice française, juste parmi les nations (° 11 août 1895).

### Mars
- 5 mars : Billy De Wolfe, acteur américain (° 18 février 1908).
- 6 mars : Frieda Hauswirth, écrivaine, peintre et féministe suisse (° 8 février 1886).
- 8 mars : Willem van Leusden, peintre néerlandais (° 25 septembre 1886).
- 9 mars : Luigi Zuccheri, peintre et illustrateur italien (° 13 mars 1904).
- 10 mars :
  - Bolesław Kominek, cardinal polonais, archevêque de Wrocław (° 23 décembre 1903).
  - Jacques Simon, peintre et vitrailliste français (° 10 mars 1890).
- 12 mars : Oleksiy Chovkounenko, peintre russe puis soviétique (° 21 mars 1884).
- 13 mars : Frans de Vreng, coureur cycliste sur piste néerlandais (° 11 avril 1898).
- 15 mars : José Tohá, journaliste, avocat et homme politique chilien (° 6 février 1927).
- 16 mars : Germaine Desgranges, sculptrice et peintre française (° 13 novembre 1892).
- 18 mars : Tito Salas, peintre vénézuélien (° 8 mai 1887).
- 22 mars : Heihachirō Fukuda, peintre nihonga et designer japonais (° 28 février 1892).
- 23 mars : Clotilde Joano, comédienne française (° 3 janvier 1932).
- 26 mars : Wilfred Pickles, acteur et présentateur de radio anglais (° 13 octobre 1904).
- 31 mars : Victor Boin, sportif belge (° 28 février 1886).

### Avril
- 2 avril : Georges Pompidou, Président de la République française (° 5 juillet 1911).
- 4 avril : Alexandre Delmer, ingénieur et homme politique belge (° 2 octobre 1879).
- 6 avril : Štěpán Trochta, cardinal tchécoslovaque, évêque de Litoměřice (° 26 mars 1905).
- 10 avril : Antoine Darlan, syndicaliste et homme politique centrafricain (° 1915).
- 11 avril : Edmund Nick, compositeur, chef d'orchestre et critique musical allemand (° 22 septembre 1891).
- 14 avril : Michael Whalen, acteur américain (° 30 juin 1902).
- 15 avril :
  - Giovanni D'Anzi, musicien et compositeur italien (° 1er janvier 1906).
  - Pierre Dmitrienko, peintre, graveur et sculpteur français (° 20 avril 1925).
- 16 avril : Maxime de Margerie, banquier français (° 19 janvier 1886).
- 17 avril : Luigi Annoni, coureur cycliste italien (° 9 novembre 1890).
- 18 avril :
  - Dhimah, danseuse égyptienne (° 25 août 1900).
  - Marcel Pagnol, écrivain, producteur et réalisateur français (° 28 février 1895).
  - Oural Tansikbayev, peintre soviétique, kazakh et ouzbek (° 1er janvier 1904).
- 19 avril : Peter Lee Lawrence, acteur allemand (° 21 février 1944).
- 24 avril :
  - Bud Abbott, acteur, humoriste et producteur de cinéma américain (° 2 octobre 1895).
  - Luc Hueber, peintre français (° 27 septembre 1888).
- 25 avril :
  - Pamela Courson, compagne de Jim Morrison, leader des Doors (° 22 décembre 1946).
  - Adrian Kaploun, peintre, graphiste et graveur russe puis soviétique (° 27 août 1887).

### Mai
- 2 mai : Théo Eblé, peintre suisse (° 1er juin 1899).
- 4 mai : Alcide Rousseau, coureur cycliste français (° 7 octobre 1881).
- 8 mai : Graham Bond, musicien anglais (° 28 octobre 1937).
- 9 mai : Georges Boussenot, homme politique et journaliste français (° 25 juillet 1876).
- 13 mai : Pierre Le Moign', résistant, compagnon de la Libération (° 7 avril 1913).
- 17 mai :
  - Ben Bard, acteur et pédagogue américain (° 26 janvier 1893).
  - Refik Epikman, peintre turc (° 1902).
- 20 mai :
  - Jean Daniélou, cardinal français, jésuite et théologien (° 14 mai 1905).
  - Léon Delarbre, peintre français et conservateur du musée de la ville de Belfort (° 30 octobre 1889).
- 24 mai : Duke Ellington, pianiste, compositeur et chef d'orchestre  de jazz américain (° 29 avril 1899).
- 25 mai :
  - Donald Crisp, acteur, réalisateur, producteur et scénariste britannique  (° 27 juillet 1882).
  - Arturo Jauretche, avocat, journaliste, écrivain et homme politique argentin (° 13 novembre 1901).
- 30 mai : François Angeli, peintre et graveur français (° 13 février 1890).
- ? mai : Leslie Austin, acteur britannique (° 21 novembre 1885).

### Juin
- 2 juin : Louis Harmand, historien français (° 13 octobre 1906).
- 3 juin : Gino Cervi, acteur italien (° 3 mai 1901).
- 8 juin : Boris Balter, écrivain soviétique (° 6 juillet 1919).
- 9 juin :
  - Miguel Angel Asturias, écrivain et diplomate guatémaltèque (° 19 octobre 1899).
  - Salvador Galvany, footballeur espagnol (° 12 juin 1916).
- 10 juin : Henry de Gloucester, prince britannique (° 31 mars 1900).
- 11 juin : Julius Evola, penseur italien (° 19 mai 1898).
- 14 juin : Knud Jeppesen, musicologue et compositeur danois (° 15 août 1892).
- 16 juin :
  - Fred Baptiste, homme politique haïtien (° 1933).
  - Đào Sĩ Chu, peintre vietnamien (° 20 septembre 1911).
- 18 juin :
  - Georgi Konstantinovich Joukov, commandant soviétique vainqueur à Stalingrad (° 1er décembre 1896).
  - Jean Peyrissac, peintre et plasticien français (° 29 septembre 1895).
- 22 juin :
  - Michel Frechon, peintre français de l'École de Rouen (° 30 août 1892).
  - Darius Milhaud, compositeur, membre Les Six (° 4 septembre 1892).
- 23 juin : Louise Le Vavasseur, illustratrice et peintre française (° 29 octobre 1891).
- 28 juin : Mauricius, anarchiste français (° 24 février 1886).
- 29 juin : Xavier Guerrero, peintre mexicain (° 3 décembre 1896).

### Juillet
- 1er juillet :
  - Emilio Maria Beretta, peintre suisse (° 27 mars 1907).
  - Frédéric Luce, peintre français (° 19 juillet 1896).
  - Juan Peron, militaire, homme d'État et écrivain argentin (° 8 octobre 1895).
- 4 juillet : Ladislav Fouček, coureur cycliste tchécoslovaque (° 10 décembre 1930).
- 6 juillet : Francis Blanche, acteur, humoriste et auteur français (° 20 juillet 1921).
- 8 juillet : Willy Eisenschitz, peintre français d'origine autrichienne (° 27 octobre 1889).
- 9 juillet :
  - Charles Descoust, peintre français (° 24 avril 1882).
  - Earl Warren, juriste et homme politique américain (° 19 mars 1891).
- 12 juillet : Georges Annenkov, peintre, décorateur de cinéma et costumier russe puis soviétique (° 18 juillet 1889).
- 14 juillet : Henri Lachièze-Rey, peintre français (° 26 décembre 1927).
- 17 juillet : Chet Brandenburg, acteur américain (° 15 octobre 1897).
- 20 juillet :  Leslie Bradley, acteur anglais (° 1er septembre 1907).
- 24 juillet : James Chadwick, physicien britannique (° 20 octobre 1891).
- 28 juillet : Henri Trannin, footballeur français (° 1919).
- 30 juillet : Lev Knipper, compositeur soviétique (° 3 décembre 1898).

### Août
- 4 août : Joseph Busto, footballeur français (° 10 décembre 1916)[1].
- 6 août : Gene Ammons, saxophoniste de jazz américain (° 14 avril 1925).
- 8 août : Chihiro Iwasaki, peintre et illustratrice japonaise (° 15 décembre 1918).
- 10 août : Ivor  Dean, acteur anglais (° 21 décembre 1917).
- 11 août :
  - José Falcón (José Carlos Frita Falcao), matador portugais (° 30 août 1944).
  - Robert Gilles Plantey, peintre français (° 12 septembre 1881).
- 14 août : Clay Shaw, homme d'affaires américain (° 17 mars 1913).
- 15 août :
  - Edmund Cobb, acteur américain (° 23 juin 1892).
  - Geneviève Rostan, illustratrice et graveuse française (° 11 janvier 1886).
- 23 août : Pierre Bobot, laqueur français (° 16 février 1902).
- 24 août : George Dee, acteur américain (° 11 avril 1901).
- 25 août : Paul Dungler, industriel du textile, militant royaliste et résistant français (° 1er mars 1902).
- 26 août : Charles Lindbergh, aviateur américain (° 4 février 1902).
- 28 août : Adrien Sénéchal, peintre français (° 5 juillet 1895).
- 30 août : Lilla Minnie Perry, peintre de paysages irlandaise (° 10 juin 1888).

### Septembre
- 3 septembre : Roger de la Corbière, peintre paysagiste français (° 22 juillet 1893).
- 4 septembre : Marcel Achard, écrivain et réalisateur français (° 5 juillet 1899).
- 5 septembre : Jean Julien, peintre français (° 12 mai 1888).
- 13 septembre : Heinz Potthoff, fonctionnaire et homme politique allemand (° 30 mars 1904).
- 15 septembre : Ikuma Arishima, romancier, essayiste et peintre japonais (° 26 novembre 1882).
- 16 septembre : Jean Pierné, peintre et illustrateur français (° 20 juin 1891).
- 17 septembre :
  - Geneviève Bouts Réal del Sarte, peintre française (° 21 mars 1896).
  - André Dunoyer de Segonzac, peintre et graveur français (° 7 juillet 1884).
- 20 septembre : Robert Herberigs, compositeur, peintre et écrivain belge (° 19 juin 1886).
- 21 septembre : Walter Brennan, acteur américain (° 25 juillet 1894).
- 23 septembre : Cliff Arquette, acteur, scénariste, pianiste et compositeur américain (° 27 décembre 1905).
- 24 septembre : Giustina Abbà, partisane, antifasciste et ouvrière italienne et croate (° 1903).
- 27 septembre : Louis Even, religieux et propagandiste canadien d'origine française (° 23 mars 1885).
- 29 septembre :
  - Robert Gall, peintre français (° 8 janvier 1904).
  - Maurice F. Perrot, peintre français (° 2 janvier 1892).
- ? septembre : José Luis Nell, homme politique argentin (° 1940).

### Octobre
- 1er octobre : Jean Collet, peintre français (° 26 janvier 1886).
- 2 octobre : José Argemí, footballeur espagnol (° 10 février 1911).
- 7 octobre :
  - René Dary, acteur français (° 18 juillet 1905).
  - Rudolf Hindemith, compositeur et chef d'orchestre allemand (° 9 janvier 1900).
- 9 octobre : Oskar Schindler, industriel tchécoslovaque qui obtint le titre de Juste parmi les nations (° 28 avril 1908).
- 12 octobre : Hendrik Diels, chef d'orchestre et compositeur flamand (° 29 juin 1901).
- 13 octobre : Reuven Rubin, peintre israélien originaire de Roumanie (° 13 novembre 1893).
- 18 octobre : Gian Maria Ghidini, entomologiste, herpétologiste et spéléologue Italien (° 2 août 1911).
- 19 octobre : Nour Ali Elahi, penseur spirituel, musicien et haut magistrat iranien (° 11 septembre 1895).
- 20 octobre : Maurice Blond, de son vrai nom Moïse Blumenkrantz, peintre et lithographe polonais (° 18 juin 1899).
- 24 octobre :
  - Édouard Crut, footballeur français (° 16 avril 1901).
  - David Oïstrakh, violoniste russe (° 30 septembre 1908).

### Novembre
- 1er novembre : František Muzika, pédagogue, peintre, scénographe, typographe, illustrateur, artiste graphique et enseignant austro-hongrois puis tchécoslovaque (° 26 juin 1900).
- 4 novembre : Edgar Fernhout, peintre néerlandais (° 17 août 1912).
- 5 novembre : Madeleine Bunoust, peintre française (° 19 juillet 1885).
- 7 novembre : 
  - Émilie Charmy, peintre française (° 2 avril 1878).
  - Jean Stevo, peintre belge (° 28 mai 1914).
- 8 novembre : Max Band, peintre lituanien (° 21 août 1901).
- 11 novembre : Eberardo Pavesi, coureur cycliste italien (° 2 novembre 1883).
- 13 novembre : Vittorio De Sica, acteur et réalisateur italien (° 7 juillet 1901).
- 14 novembre : Marcel Lefrancq, photographe belge (° 9 octobre 1916).
- 15 novembre : François-Martin Salvat, peintre, graveur et illustrateur français (° 12 juillet 1892).
- 17 novembre : Clive Brook, acteur britannique (° 1er juin 1887).
- 20 novembre : Jean de La Fontinelle, peintre et illustrateur français (° 8 décembre 1900).
- 23 novembre : Yvonne Diéterle, sculptrice et peintre française (° 7 mars 1882).
- 25 novembre :
  - Nick Drake, auteur-compositeur-interprète et musicien britannique (° 19 juin 1948).
  - U Thant, homme politique birman (° 22 janvier 1909).
- 27 novembre : Louise Morel, peintre française (° 18 décembre 1898).
- 29 novembre : Åke Gartz, homme politique et homme d'affaires finlandais (° 9 juin 1888).

### Décembre
- 1er décembre Henri Derringer, résistant et officier de carrière française d'origine allemande ° 13 février 1905).
- 2 décembre :
  - Paul Coze, peintre, illustrateur, ethnologue et écrivain français (° 29 juillet 1903).
  - Sophie-Carmen Eckhardt-Gramatté, compositrice, pianiste, violoniste et pédagogue canadienne d'origine russe (° 24 décembre 1901).
- 3 décembre :
  - Hans Leibelt, acteur allemand (° 11 mars 1885).
  - Maurice Toussaint, peintre, dessinateur et illustrateur français (° 5 septembre 1882).
- 5 décembre : Cyril Chamberlain, acteur britannique (° 8 mars 1909).
- 8 décembre : Nadejda Leontievna Benois, peintre, illustratrice, graphiste et décoratrice de théâtre russe puis soviétique (° 17 mai 1896).
- 9 décembre : Maude Rooney, militante des droits des femmes et des consommateurs irlandaise (° 1902).
- 10 décembre : Aristodemo Santamaria, footballeur international italien (° 9 février 1892).
- 11 décembre : Walter Coy, acteur américain (° 31 janvier 1909).
- 13 décembre : Rufe Davis, acteur américain (° 2 décembre 1908).
- 14 décembre : Walter Lippmann, intellectuel, écrivain, journaliste et polémiste américain (° 23 septembre 1889).
- 19 décembre : Ricardo Montero, coureur cycliste espagnol (° 9 juillet 1902).
- 20 décembre : André Jolivet, compositeur français (° 8 août 1905).
- 21 décembre :
  - Rex Barrat, peintre, dessinateur et illustrateur français (° 9 avril 1914).
  - Luis Marín Sabater, footballeur espagnol (° 4 septembre 1906).
- 26 décembre :
  - Jack Benny, acteur, humoriste et producteur américain (° 14 février 1894).
  - Knudåge Riisager, compositeur danois (° 6 mars 1897).
- 29 décembre : Robert Ellis, réalisateur et scénariste américain (° 27 juin 1892).
- 30 décembre : Alice Halicka, peintre et dessinatrice polonaise naturalisée française (° 20 décembre 1889).
- 31 décembre : Jean Lefeuvre, peintre paysagiste français (° 6 août 1882).

### Date précise inconnue
- Fernando Gerassi, peintre turc et espagnol (° 5 octobre 1899).
- Mohammed Saleh Zaki, peintre irakien (° 1888).